# ابرتورم

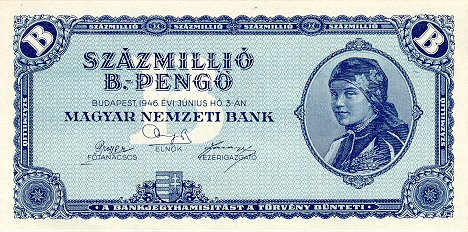
۱۰۰ کوینتیلیون (۲۰^۱۰) پنگو، بزرگ‌ترین اسکناس منتشر شده، مجارستان، ۱۹۴۶. اسکناس یک سکستیلیون پنگو نیز چاپ شد، امّا هرگز منتشر نشد.

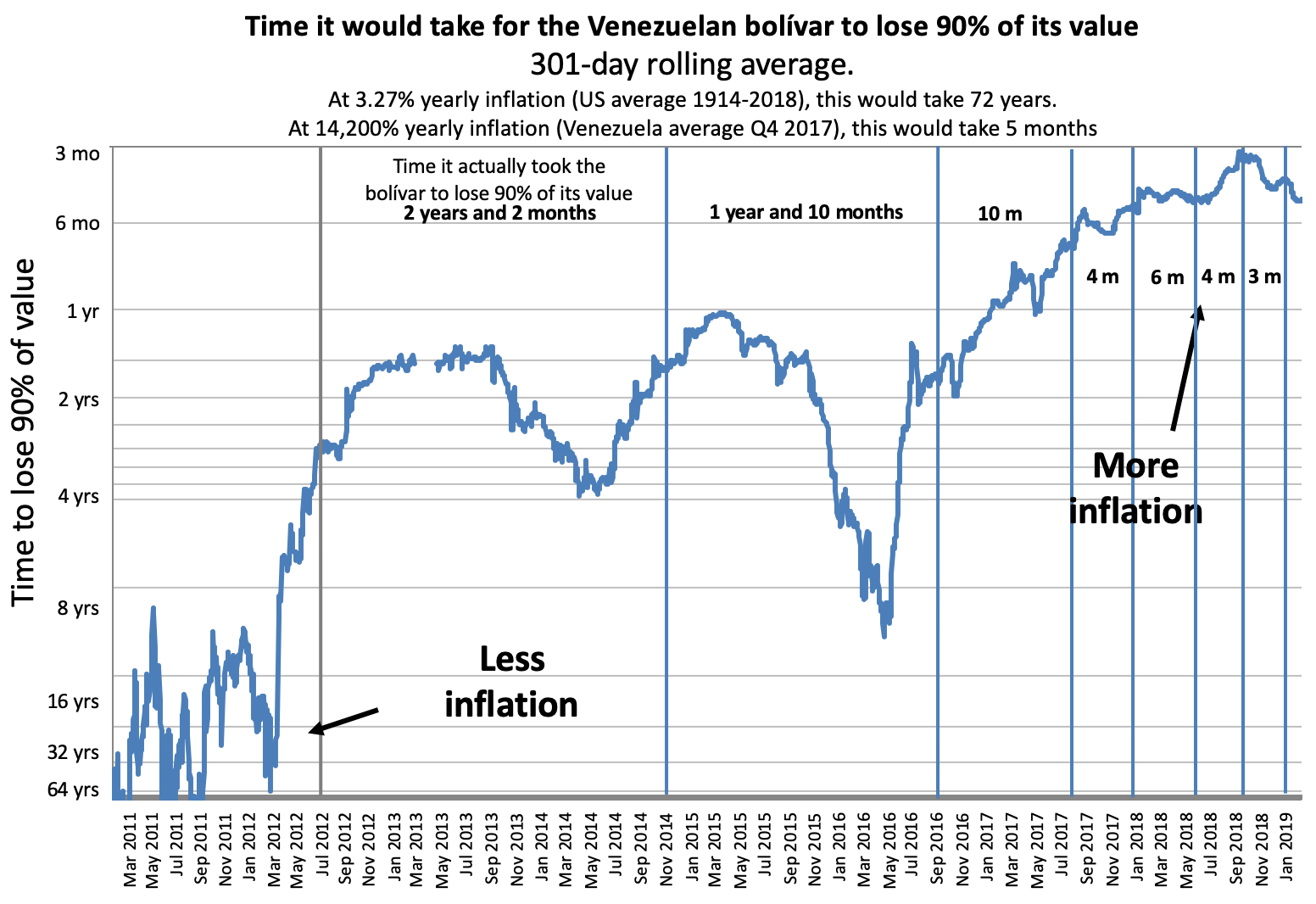
این نمودار نشان‌دهندهٔ زمانی است که پول محلّی ونزوئلا ۹۰ درصد ارزش خود را از دست می‌دهد. (میانگین متحرک ۳۰۱ روزه، مقیاس لگاریتمی معکوس)

در علم اقتصاد، اَبَرتورم (به انگلیسی: Hyperinflation) تورم بسیار بالا و معمولاً پرشتاب است. با افزایش قیمت کالاها در این پدیده، افراد جامعه میزان دارایی‌هایشان را به شکل پول محلی به حداقل می‌رسانند و به‌طور معمول به سمت نگهداری ارزهای خارجی پایدارتر سوق پیدا می‌کنند. در چنین شرایطی با اینکه سطح عمومی قیمت‌ها بر اساس ارز محلّی به سرعت افزایش پیدا می‌کند ولی قیمت کالاها نسبت به ارزهای خارجی نسبتاً با ثبات باقی می‌مانند.
در اقتصادی با تورم پایین روند آماری افزایش قیمت‌ها طولانی است و به‌طور کلّی جز با مطالعهٔ قیمت‌های گذشتهٔ بازار نمی‌توان به تغییرات قیمتی پی برد؛ امّا در ابرتورم شاهد افزایش سریع و مستمر قیمت‌های اسمی، بهای تمام شدهٔ اسمی کالاها و عرضه پول (نقدینگی) هستیم.
به‌طور معمول در ابرتورم سطح عمومی قیمت حتی با سرعت بیشتری نسبت به عرضه پول افزایش پیدا می‌کند و مردم در طی ابرتورم سعی می‌کنند تا خود را از روند کاهش ارزش پول محلّی خودشان هر چه سریع‌تر خلاص کنند. با رخ دادن چنین شرایطی مقدار پول در گردش تقسیم بر سطح قیمت به میزان قابل توجهی کاهش می‌یابد.
تقریباً تمامی ابرتورم‌های رخ داده ناشی از کسری بودجه دولت و از طریق فرایند ایجاد نقدینگی رخ داده‌اند. رخ دادن جنگ‌های نظامی یا پیامدهای آن، تحولات سیاسی-اجتماعی، کاهش عرضه کل یا کاهش قیمت‌های صادراتی، یا سایر بحران‌هایی که جمع‌آوری درآمد مالیاتی را برای دولت دشوار می‌کند، سبب فشار و استرس بیشتر به بودجه دولت می‌شود؛ بنابراین فشار و استرس به بودجهٔ دولتی با ابرتورم مرتبط است. کاهش شدید درآمد مالیاتی واقعی همراه با نیاز شدید به حفظ مخارج دولت، همراه با ناتوانی یا عدم تمایل به استقراض، می‌تواند یک کشور را به سمت ابرتورم سوق دهد.

## تعریف
برخلاف تورم پایین که روند افزایش قیمت طولانی است و به جز با مطالعه قیمت بازار گذشته قابل درک نیست، ابرتورم افزایش سریع و مداوم در قیمت اسمی، عرضه پول و بهای تمام شدهٔ اسمی کالاها را به همراه می‌آورد. به‌طور معمول، سطح عمومی قیمت‌ها به سرعت و حتی بیشتر از عرضه پول افزایش می‌یابد؛ چرا که مردم می‌خواهند به سرعت ممکن از کاهش ارزش پول محلّی‌شان خلاص شوند. موجودی واقعی پول، که مقدار پول در گردش تقسیم بر سطح قیمت است، کاهش می‌یابد.
ابرتورم‌ها معمولاً زمانی به وجود می‌آیند که دولت‌های پایدار بزرگ در زمان کسری بودجه اوّلین کاری که برای تأمین مالی انجام می‌دهند، خلق پول است. بدین ترتیب، ابرتورم اغلب با جنگ همراه است و پس از آن تحولات سیاسی و اجتماعی و بحران‌های دیگری به وجود می‌آید که کار دولت را برای گرفتن مالیات از افراد جامعه سخت می‌کند. کاهش شدید درآمد مالیات واقعی همراه با نیاز شدید حفظ وضع موجود و ناتوانی یا عدم تمایل قرض گرفتن دولت می‌تواند کشور را به ابرتورم هدایت کند.
در سال ۱۹۵۶، Phillip Cagan کتاب ابرتورم پول گرایای پویا The Monetary Dynamics of Hyperinflation را نوشت. این کتاب به عنوان اوّلین مطالعهٔ جدی دربارهٔ ابرتورم در نظر گرفته شده است که از کتاب اقتصادهای متورم the Economics of Inflation توسط C. Bresciani-Turroni دربارهٔ ابرتورم آلمان در سال ۱۹۱۳ در ایتالیا منتشر شده، تأثیر پذیرفته است. در این کتاب Cagan توضیح می‌دهد که ابرتورم از ماهی شروع می‌شود که نرخ تورم ماهانه بیش از پنجاه درصد شده و زمانی که نرخ تورم ماهانه زیر پنجاه درصد بیاید، ابرتورم پایان یافته که باید برای حداقل یک سال ثابت بماند. اقتصاددانان معمولاً از توضیحات Cagan که عنوان می‌کند نرخ تورم ماهانه باید بالای پنجاه درصد باشد، پیروی می‌کنند.
به تورم غیرقابل کنترل ابرتورم (به انگلیسی: hyperinflation) گفته می‌شود. شرایط ابرتورمی شرایطی است که در آن قیمت‌ها بسیار سریع افزایش می‌یابند و واحد پول به سرعت ارزش خود را از دست می‌دهد.
تعاریف تکنیکی ابر تورم یکسان نیست. تورم سالانه در حدود ۱۰۰ درصد در طول سه سال و تورم ماهانه ۵۰٪ دو نمونه از تعاریف تکنیکی ابرتورم است.
به عبارتی دیگر، این پدیده‌ای اساساً مرتبط با درآمدها است. اگر دولت‌ها نتوانند برای تأمین مالی مخارج خود یا مالیات‌ها را زیاد کنند یا قرض بگیرند، گاهی به دستگاه‌های چاپ پول متوسل می‌شوند و تلاش می‌کنند تا مقادیر زیادی حق‌الضرب (درآمد حاصل از خلق پول) را در این میان به دست آورند. در نتیجه ابرتورم پدید می‌آید و افراد را به کاهش دارایی‌های نقدی خود وامی‌دارد؛ بنابراین دستگاه‌های چاپ پول باید هر چه سریع‌تر کار کنند تا بتوانند مقدار منابع یکسانی را بخرند و ….
ابرتورم‌ها به خود استمرار می‌بخشند. فرض کنید دولتی برای تأمین مالی مخارج خود اقدام به چاپ پول کند و این کار را در ابتدا با افزایش حجم پول به میزان ۱۰ درصد در ماه آغاز کند. نرخ تورم به زودی افزایش یافته و مثلاً به ۱۰ درصد در ماه می‌رسد. این دولت در خواهد یافت که دیگر نمی‌تواند با پولی که به چاپ می‌رساند، خرید چندانی انجام دهد و احتمالاً با افزایش بیشتر نرخ رشد پول به این شرایط واکنش نشان می‌دهد. به این ترتیب، چرخهٔ ابرتورم آغاز شده است. در طی تورم شدید کشمکشی طولانی میان مردم و دولت در خواهد گرفت. مردم تلاش می‌کنند تا تمام پولی را که به دست می‌آورند، به سرعت خرج کنند تا از مالیات تورمی اجتناب ورزند و دولت نیز با افزایش بیشتر نرخ چاپ پول به افزایش تورم واکنش نشان می‌دهد.
اکثر اقتصاددانان موافقند که تورم حتی با وجود درآمد حاصل از مالیات تورمی و اعوجاج ناشی از مالیات‌های دیگر رفاه اقتصادی را کاهش می‌دهد.

## دلایل به وجود آمدن ابرتورم
در اینجا تعدادی از دلایل تورم بالا یا ابرتورم بیان می‌شود، امّا تقریباً همهٔ ابرتورم‌ها ناشی از کسری بودجه دولت و خلق پول است. Bernholz (طبق تعریف Phillip Cagan) پس از تجزیه و تحلیل ۲۹ ابرتورم نتیجه می‌گیرد که حداقل ۲۵ کشور از همین راه دچار ابرتورم شده‌اند. یک شرط لازم برای ابرتورم استفاده از پول کاغذی به جای سکه‌های طلا یا نقره است. بیشتر ابرتورم‌ها در تاریخ، با برخی استثنائات، مانند ابرتورم فرانسه در سال‌های ۱۷۸۹ تا ۱۷۹۶، پس از گسترش استفاده از ارز فیات در اواخر قرن نوزدهم رخ داده‌اند. همچنین ابر تورم فرانسه بعد از معرفی پول کاغذی بدون تبدیل که پشتوانه آن زمین‌های مصادره شده بود، اتفاق افتاد.
شوک عرضه
این نظریه بر اساس تجزیه و تحلیل تاریخی ادّعا می‌کند که ابرتورم‌های گذشته به دلیل نسبتاً شوک منفی عرضه بیش از حد به وجود آمده است، امّا اغلب همیشه با جنگ همراه نیست؛ مانند فروپاشی نظام‌های کمونیستی یا بلایای طبیعی.
عرضه پول
این نظریه ادعا می‌کند که ابرتورم زمانی رخ می‌دهد که مقدار پول به‌طور مداوم و و اغلب سریع به سرعت افزایش میابد که این امر توسط رشد متناظر در خروجی کالا و خدمات حمایت نمی‌شود. قیمت افزایش می‌یابد و در نتیجهٔ این خلق پول سریع یک چرخهٔ معیوب ایجاد می‌کند. همچنین این افزایش سریع قیمت‌ها باعث عدم تمایل گستردهٔ مردم برای نگهداری ارز محلّی می‌شود که به همین علّت ارز داخلی قدرت خرید خود را از دست می‌دهد. در عوض آن‌ها به سرعت همهٔ پولی را که دریافت کرده‌اند، خرج کرده که این امر باعث افزایش سرعت جریان پول شده و این به نوبه خود باعث شتاب بیشتر قیمت‌ها می‌شود. این بدین معناست که افزایش سطح قیمت‌ها مهم‌تر از عرضه پول است. موجودی واقعی پول M / P کاهش می‌یابد که در اینجا M اشاره به موجودی واقعی پول و P اشاره به سطح قیمت دارد. این نتایج در عدم تعادل بین عرضه و تقاضا برای پول از جمله ارز و سپرده‌های بانکی، باعث تورم سریع می‌شود. نرخ تورم بسیار بالا می‌تواند اعتماد به نرخ ارز را از بین ببرد و درست شبیه هجوم مشتریان به بانک می‌ماند. رشد بیش از حد عرضه پول باعث می‌شود که دولت نتواند یا مایل نباشد تأمین مالی خود را از طریق استقراض یا مالیات انجام دهد و کسری بودجه خود را با چاپ پول جبران می‌کند. دولت‌ها گاهی به سیاست‌های بیش از حد انقباضی متوسل می‌شوند که این امر باعث می‌شود تا دولت از ارزش بدهی‌های خود بکاهد یا از افزایش مالیات اجتناب کند. تورم برای استفاده‌کنندگان پول به‌طور مؤثر یک مالیات کاهشی است، امّا اثر آن به مراتب کمتر از مالیات تحمیلی است؛ بنابراین درک کردن این موضوع برای شهروندان معمولی سخت است.
تورم می‌تواند ارزیابی کمی از هزینه‌های زندگی را پنهان کند، همان‌طور که قیمت‌های منتشر شده داده‌های تاریخی گذشته را نشان می‌دهد؛ بنابراین ممکن است قیمت‌ها چند ماه بعد افزایش پیدا کند. تورم پولی می‌تواند تبدیل به ابرتورم شود، اگر مقامات پولی موفق به تأمین مالی افزایش مخارج دولت از طریق بدهی یا از طرق دیگر نشوند.
- در طول زمان بین ضبط یا وضع معاملات مشمول مالیات و جمع‌آوری مالیات به دلیل ارزش مالیات جمع‌آوری شده، ارزش واقعی بخش کوچکی از مالیات‌های دریافتنی اصلی سقوط می‌کند یا:
- بدهی‌های منتشره دولت موفق به پیدا کردن خریدار ندارد مگر اینکه تخفیف بسیار زیاد داشته باشد یا:
- ترکیبی از موارد بالا

نظریه ابرتورم به‌طور کلّی برای یک رابطه بین درآمد دولت از ضرب سکه و مالیات تورمی است. در هر دو مدل Phillip Cagan و نئوکلاسیک یک نقطه اوج زمانی اتفاق می‌افتد که عرضه پول افزایش می‌یابد یا افت در پایه پولی، دولت را برای بهبود وضعیت خود ناتوان می‌سازد؛ بنابراین زمانی که پول بدون پشتوانه چاپ شده است، افزایش هزینه بیش از ارزش پول خلق شده است. از این رو ممکن است فکر کنید که چرا هر دولت منطقی به کار می‌برد اقداماتی را که باعث ادامه ابرتورم‌ها می‌شود. یک دلیل برای چنین اقداماتی است که اغلب جایگزین به ابرتورم افسردگی یا شکست نظامی است علت ریشه مورد بحث و اختلاف است. در هر دو اقتصاد کلاسیک و پول‌گرایان همیشه نتایج مقامات پولی قرض گرفتن غیرمسئولانه پول و پرداخت همهٔ هزینه‌های آن است. این مدل در حق‌الضرب نامحدود مقامات پولی و منافع حاصل از مالیات تورمی تمرکز می‌کنند.
در نظریه اقتصادی نئوکلاسیک ابرتورم، تورم در بدتر شدن پایه پولی ریشه دارد. در این مدل ملاحظه شده که ریسک نگه‌دارندگان ارز به‌طور چشمگیری افزایش یافته و تقاضای فروشندگان همراه با صرف ریسک بالایی است. این به نوبه خود منجر به یک ترس بیشتر است که ارز سقوط خواهد کرد که باعث صرف ریسک بیشتری می‌شود. برای مثال در طول دوره جنگ، جنگ داخلی، یا درگیری‌های شدید داخلی از انواع دیگر، زمانی که اقدامات جایگزین شکست می‌خورد دولت‌ها باید به انجام هر کاری لازم است برای ادامه مبارزه انجام دهند و نمی‌توان هزینه مهم را قطع کرد وقتی که هزینه اصلی خرید تسلیحات است. علاوه‌بر این، یک جنگ داخلی ممکن است افزایش مالیات یا جمع‌آوری مالیات موجود را سخت کند. در حالی که در زمان صلح، دولت کسری بودجهٔ خود را با فروش اوراق قرضه تأمین مالی می‌کند، امّا در طور جنگ قرض گرفتن دشوار و گران است مخصوصاً اگر جنگ را دولت برای تأمین درخواست‌های خود ضعیف کند. مقامات بانکی چه بانک مرکزی و چه سایرین در زمان کسری بودجه با چاپ پول و پرداخت آن به تلاش‌های دولت برای بقا انجام می‌دهند. ابرتورم در زمان ملّی‌گرایان چین از سال ۱۹۳۹ تا ۱۹۴۵ یک مثال کلاسیک از چاپ پول دولت برای پرداخت هزینه‌های جنگ داخلی است. 

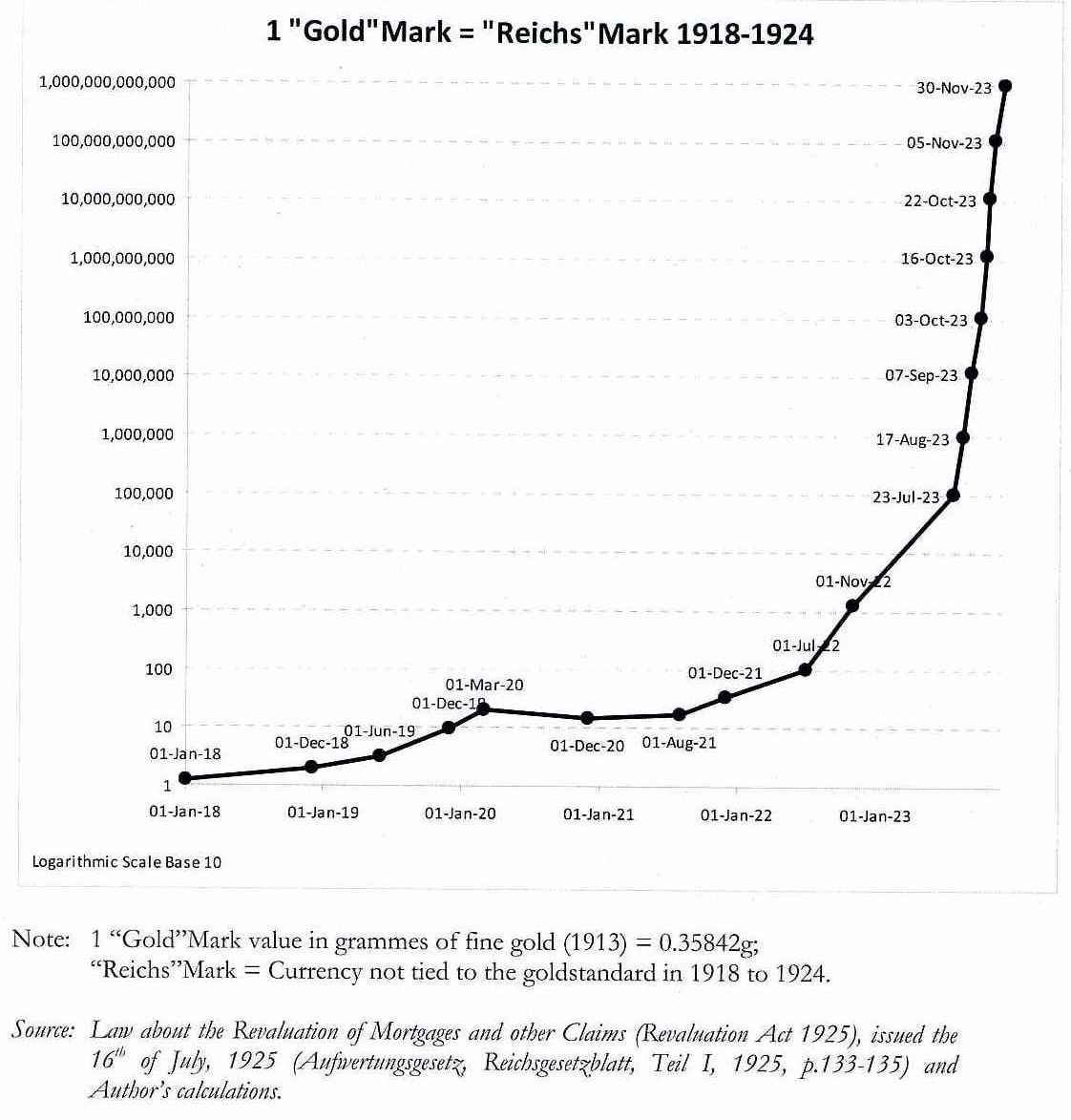
قیمت طلا در آلمان

ابرتورم به عنوان یک پدیده پیچیده در نظر گرفته شده است و یک تفسیر و راهکار قابل اجرا برای همهٔ موردها نیست. به هر حال در هر دو مدل چه اوّل از دست دادن اطمینان یا حق‌الضرب بانک مرکزی، فاز دیگر وجود دارد. در مورد گسترش سریع عرضه پول، قیمت‌ها به سرعت در پاسخ به افزایش عرضه پول نسبت به عرضه کالا و خدمات، افزایش می‌یابند و در صورت از دست دادن اعتماد و اطمینان خاطر مقامات پولی در پاسخ به صرف ریسک حاضرند سریعاً با چاپ پول این را بپردازند. با این وجود این فرایند پرشتاب زمانی اتفاق می‌افتد که در طول ابرتورم مانند ابرتورم آلمان ۱۹۲۲ تا ۱۹۲۳ هنوز نامشخص و غیرقابل پیش‌بینی باقی مانده است. تحول توسعه تورم به سمت ابرتورم به عنوان یک پدیدهٔ بسیار پیچیده است که می‌تواند در آینده تحقیقاتی در رابطه با زمینه‌های مختلف دربارهٔ آن انجام گیرد.

## مدل‌ها
از آنجایی که ابرتورم یک پدیده به عنوان اثر پولی است، مدل‌های ابرتورم تمرکزشان بر تقاضا برای پول است. اگر تورم متوقف نشود، اقتصاددانان افزایش سریع در عرضه پول و افزایش سرعت گردش پول را مشاهده می‌کنند. در هر صورت، هر دو یا یکی از آن‌ها ریشهٔ تورم و ابرتورم هستند. یک افزایش چشمگیر در سرعت گردش پول به عنوان علّت ابرتورم مرکزیت بحران عدم اعتماد در مدل ابرتورم است که صرف ریسک فروشندگان تقاضا برای ارز کاغذی بیش از ارزش اسمی به سرعت رشد می‌کند. نظریه دوم این است که اوّلین ریشهٔ افزایش در مقدار متوسط گردش، که می‌تواند «مدل پولی» ابرتورم نامیده شود. در هر دو مدل اطمینان خاطر نقش دارد.
در مدل اطمینان برخی از رویداد، یا مجموعه‌ای از وقایع مانند شکست در جنگ و غیره باعث می‌شود اعتماد مقامات پولی و افراد برای باز پرداخت قروضشان از بین برود؛ زیرا مردم نمی‌خواهند اسناد و پول‌هایشان بی‌ارزش شود و می‌خواهند آن‌ها را خرج کنند. فروشندگان به این نکته پی برده‌اند که بیشتر در معرض ریسک ارز وجود دارند، خواستار صرف ریسک بیشتر و بیشتر بیش از مقدار اصلی آن هستند. در این روش پایان ابرتورم با پشتوانه ارز که اغلب انتشار کامل ارز جدید همراه است. جنگ یکی از علل رایج ذکر شده بحران اعتماد است؛ به‌ویژه شکست خوردن در جنگ. در این دیدگاه، افزایش در متوسط گردش در نتیجه، دولت در تلاش برای خرید زمان و بدون آمدن به شرایط با ریشه و علت این عدم اعتماد به نفس خود است.

## نمونه و مثال‌های تاریخی

### زیمبابوه
هجدهم آوریل ۱۹۸۰، وقتی کشور زیمبابوه از دل مستعمره سابق انگلستان، یعنی رودزیا، زاده شد واحد پول جدیدی به نام «دلار زیمبابوه» به گردش انداخت. آن هنگام هر دلار زیمبابوه معادل ۱٫۴۷ دلار آمریکا بود ولی این واحد پولی دستخوش یکی از بزرگ‌ترین تحولات پولی در طول تاریخ شد.

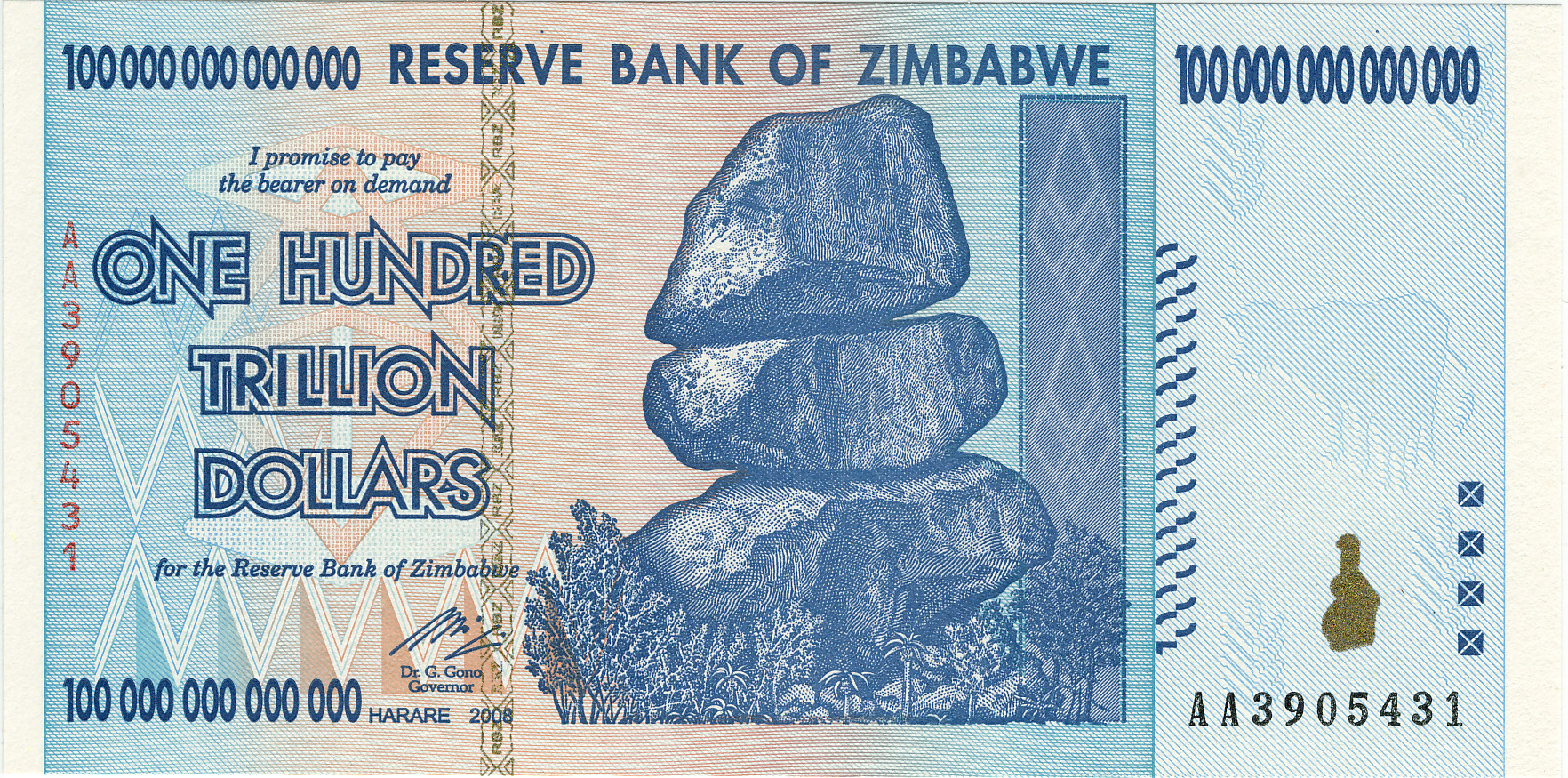
زیمبابوه با نرخ تورمی معادل ۲۳۱ میلیون درصد در سال

در اواخر آوریل ۲۰۰۸ ارزش تقریبی هر دلار آمریکا برابر با ۲۱۱۲۳۲ دلار زیمبابوه بود. بعد از مدّتی بانک مرکزی زیمبابوه اسکناس‌های جدید ۱۰۰ میلیارد دلاری منتشر کرد و دولت زیمبابوه تعریف جدیدی از واحد پول خود ارائه داد و با حذف ۱۰ صفر از آن هر دلار جدید زیمبابوه برابر با ۱۰ میلیارد شد. خلاصه اینکه زیمبابوه نرخ تورم ۱۱۲۵۰۰۰۰ درصد را تجربه کرد و این اتفاقات همواره در تاریخ به یاد خواهد ماند.

### آلمان

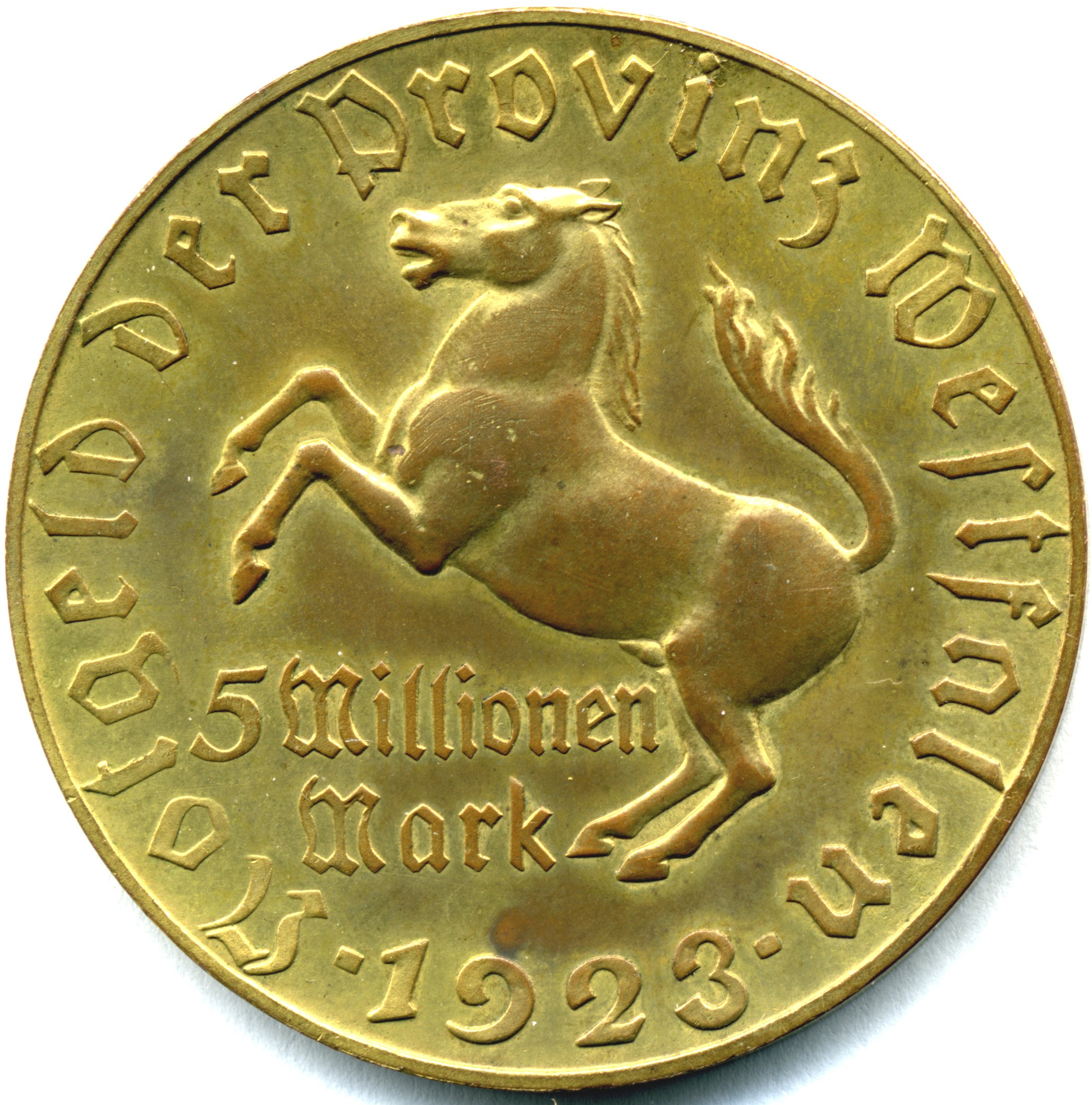
۵ میلیون مارک در ژانویه ۱۹۲۳ معادل ۷۱۴٫۲۹ دلار ارزش داشت، امّا تا اکتبر ۱۹۲۳ ارزش آن به حدود یک‌هزارم یک سنت رسید.

در آلمان بعد از جنگ جهانی اوّل (معروف به جمهوری وایمار) بین سال‌های ۱۹۲۰ تا ۱۹۲۳ میلادی سیستم حکومتی وقت آلمان از مکتبی اقتصادی پیروی می‌کرد که چاپ پول بدون داشتن سرمایهٔ سخت (طلا، …) را برای دولت ممکن می‌کرد. با توجه به هزینهٔ سنگینی که آلمان باید برای غرامت جنگ پرداخت می‌کرد، دولت این کشور شروع به چاپ مارک کاغذی برای خرید مقادیری مشابه طلا و افزایش چرخه پول کرد. این کار باعث افزایش نقدینگی در جامعه و ظهور و قدرت سفته‌بازان و ایجاد ابرتورم شد که تا نوامبر سال ۱۹۲۳ ادامه داشت. به دنبال آن با ظهور رنتن مارک که با پشتوانه املاک و صنایع چاپ می‌شد، تورم پایان یافت.
گسترده‌ترین ابرتورم مطالعه شده، تورمی است که پس از جنگ جهانی اوّل در آلمان روی داد. نسبت شاخص قیمت‌ها در آلمان در نوامبر ۱۹۲۳ به اوت ۱۹۲۲ (تنها پانزده ماه پیش از آن)، ۱۰^۱۰ × ۱٫۰۲ بود. این عدد بزرگ هم‌ارز نرخ تورم ماهانه ۳۲۲ درصد است. در شانزده ماهی که ابرتورم در این کشور حاکم بود، سطح قیمت‌ها به‌طور متوسط در هر ماه چهار برابر می‌شد. اگرچه تورم شدید آلمان شناخته شده‌تر از ابرتورم مجارستان است، امّا تورمی که بعد از جنگ جهانی دوم در این کشور روی داد، بسیار بزرگ‌تر بود. سطح عمومی قیمت‌ها در مجارستان در فاصله اوت ۱۹۴۵ تا ژوئیه ۱۹۴۶ با نرخ حیرت‌آور بیش از ۱۹۰۰۰ درصد در ماه یا ۱۹ درصد در روز افزایش یافت. حتی این ارقام بسیار بزرگ نیز تورمی را که در بدترین روزهای ابرتورم در این کشورها تجربه شد، کمتر از واقع بیان می‌کنند. در اکتبر ۱۹۲۳ سطح قیمت‌ها در آلمان با نرخ ۴۱ درصد در روز بالا می‌رفت. همچنین در ژوئیه ۱۹۴۶ قیمت‌ها در مجارستان در هر روز بیش از ۳ برابر می‌شد.
امّا چه چیزی ابرتورم را به وجود می‌آورد؟ هیچ شوکی هر قدر هم که شدید باشد، نمی‌تواند به تنهایی رشد سریع، مداوم و پایدار قیمت‌ها را توجیه کند. خود دو جنگ جهانی باعث بروز ابرتورم در آلمان و مجارستان نشدند. نابودی منابع در حین جنگ می‌تواند دلیلی برای بالاتر رفتن قیمت‌ها در این دو کشور بعد از جنگ نسبت به قبل از آن باشد ولی خود این دو جنگ نمی‌توانند توضیح‌دهنده این باشند که چرا قیمت‌ها در خلال دوره‌های ابرتورم به‌طور پیوسته و با نرخی سریع افزایش یافتند.
ابرتورم‌ها به دلیل رشد بسیار سریع عرضه «اسکناس» به وجود می‌آیند. این تورم‌های شدید زمانی اتفاق می‌افتند که مراجع پولی و مالی یک کشور برای پرداخت هزینه‌های بالای دولت، دائماً مقادیر عمده‌ای پول منتشر کند. تورم در عمل شکلی از مالیات است که در آن دولت به بهای متضرر شدن افرادی که پول را نزد خود نگه می‌دارند، سود می‌کند. (زیرا باعث می‌شود ارزش این پول کاهش یابد) می‌توان ابرتورم‌ها را طرح‌های مالیاتی بسیار بزرگ دانست. در طی ابرتورم آلمان، تعداد واحد پول در جریان در این کشور با ضریب ۳۲/۷ × ۱۰۹ افزایش یافت. این افزایش در عرضه پول در مجارستان معادل ۱۹/۱ × ۱۰۲۵ بود. این ارقام از رشد تجربه شده در قیمت‌ها کمتر هستند. اما این که افزایش قیمت‌ها سریع‌تر از عرضه پول باشد، چه معنایی دارد؟
اقتصاددان‌ها در بحث از آنچه در زمان افزایش سریع قیمت‌ها در رابطه با نگهداری پول روی می‌دهد، از مفهومی به نام «مقدار واقعی پول» استفاده می‌کنند. مقدار واقعی پول که برخی اوقات «قدرت خرید پول» نامیده می‌شود، برابر است با نسبت حجم پول نگه داشته شده به سطح قیمت‌ها. فرض کنید یک خانواده نوعی، بسته مشخصی از کالاها را مصرف می‌کند. مقدار واقعی پول، تعداد بسته‌هایی را اندازه‌گیری می‌کند که خانواده‌ها می‌توانند با پولی که در اختیار دارند، خریداری کنند. خانواده‌ها در دوره‌های تورم پایین، تراز واقعی پولی بیشتری را حفظ می‌کنند، چرا که انجام چنین کاری راحت است، امّا در دوره‌های تورم بالا، تراز واقعی پولی کمتری نگهداری می‌کنند تا از «مالیات» تورمی اجتناب ورزند؛ بنابراین آن‌ها برای پرهیز از مالیات تورمی بخش بزرگ‌تری از ثروت خود را در قالب دارایی‌های فیزیکی نگهداری می‌کنند. با خرید این کالاها از جانب مصرف‌کننده‌ها قیمت‌ها زیادتر شده و تورم افزایش می‌یابد.
پدیدهٔ ابرتورم به علّت سیاست‌های اقتصادی نادرست در دو قرن اخیر بسیار شایع بوده است تا جایی که آلمان به عنوان یکی از صنعتی‌ترین کشورها هم دچار آن شد و به تبع آن فاشیسم و نازیسم شکل گرفت. به همین خاطر بسیار مورد توجه قرار می‌گیرد.

### لهستان
از ۱۹۸۹ تا ۱۹۹۱ کمونیسم در کشورهای بلوک شوروی سابق در اروپا و آسیا از هم پاشید. بیست و هشت کشور عضو اتحاد جماهیر شوروی سابق و شرق اروپا نظام‌های سیاسی و اقتصادی خود را کنار گذاشتند.
همهٔ کشورهای فوق در زمان سقوط کمونیسم به مشکلات اقتصادی بزرگی دچار بودند. نظام قدیمی و بسیار متمرکز اقتصاد سوسیالیستی به نظامی خشک و متصلب تبدیل شده بود. اگرچه این سیستم، سرمایه و نیروی کار را برای صنعتی‌سازی بسیج کرده بود ولی قادر نبود همپای اقتصاد جدید حرکت کند. نقص مزمن این نظام اقتصادی بروز کمبود بود، زیرا یک سیستم متمرکز توزیع، نمی‌تواند میان عرضه و تقاضا برای میلیون‌ها کالاها و خدمتی که در یک اقتصاد جدید به تولید می‌رسیدند، تعادل برقرار کند. این نظام اقتصادی همچنین نمی‌توانست کارایی یا کیفیت تولید را بهبود بخشد، چرا که تمرکز خود را بر تولید ناخالص معطوف ساخته بود و استفاده افراطی از تمامی مواد اوّلیه را تشویق می‌کرد. توانایی سوسیالیسم در خلاقیت نیز بسیار محدود بود. اقتصاد سوسیالیستی از کمبود بنگاه‌های کوچک و نبود فرایند ویرانگری خلاق (نابودسازی کالاها و خدمات قدیمی توسط کالاها و خدمات جدید و بهتر) رنج می‌برد. با اتمام منابع آزاد، نرخ رشد شروع به کاهش کرد. علاوه‌بر آن بخش روزافزونی از اقتصاد شوروی (نزدیک به یک‌چهارم GDP در دهه ۱۹۸۰) در رقابت تسلیحاتی با آمریکا به مخارج نظامی تخصیص می‌یافت. تنزل استانداردهای زندگی به بروز نارضایتی‌های عمومی منجر شد که آن‌ها نیز به نوبه خود به افزایش بیش از حد دستمزدها انجامید؛ امّا دولت مانع افزایش قیمت‌ها شد. در لهستان و اتحاد جماهیر شوروی، کسری بودجه و عرضه پول به سرعت رشد پیدا کردند و این امر به نارضایتی‌های عمومی دامن زد. این نارضایتی‌ها باز به افزایش بیش از حد دستمزدها انجامید ولی قیمت‌ها افزایش نیافت. در لهستان و اتحاد جماهیر شوروی، کسری بودجه و عرضه پول به سرعت رشد پیدا کرد و به بروز ابرتورم (تورم بیش از ۵۰ درصد طی دوره یک‌ماهه)، کاهش چشمگیر تولید و سقوط اقتصادی منجر شد. (کورنای، ۱۹۹۲)

## ویژگی‌های ابرتورم
1. عموم مردم ترجیح دهند ثروت‌شان را در قالب‌های غیرپولی یا در ارزهای نسبتاً باثبات خارجی نگهداری کنند تا قدرت خرید پول‌شان حفظ شود.
2. ارز محک و معیاری می‌شود که به جای پول داخلی می‌نشیند و گاه معاملات داخلی نیز با ارز انجام می‌شود.
3. در خرید و فروش‌های نسیه همواره کاهش احتمالی ارزش پول در نظر گرفته می‌شود؛ و نرخ بهره، قیمت‌ها و دستمزدها همواره در قیاس با نرخ تورم قرار می‌گیرند. با چنین پیشینهٔ هولناکی از مرزهای بیکران تجربه‌های تورمی و شناخت ویژگی‌های عمومی آن، بررسی پدیده تورم در اقتصاد ایران طی سال‌های اخیر نکات قابل تأمّلی دارد.[۱۶]

## ابرتورم در ایران
آخرین نرخی که برای تورم در ایران اعلام شده است، بالغ بر ۳۹ درصد است. اگرچه هنوز فاصله زیادی با بروز پدیده ابرتورم و عوارض خاص آن داریم؛ امّا همین نرخ نیز برای ایجاد اختلال در روند تولید، سیاست‌گذاری‌ها، توزیع درآمد،... کفایت می‌کند.
انتشار و حضور چک‌های پانصدهزار ریالی که قابلیت مبادله و گردشی مانند اسکناس دارند، نشانه‌هایی است از تورمی که هم‌اکنون بر پیکر اقتصاد ایران سنگینی می‌کند و امروزه استفاده از چک‌ها بیش از حد رایج و معمولی شده است. می‌دانیم در کشورهایی که تورم سنگین را تجربه می‌کنند، بانک‌های مرکزی اغلب واحدهای پولی درشت‌تر منتشر می‌کنند؛ چرا که واحدهای پولی کوچک‌تر بی‌ارزش شده‌اند و با چنین واحدهایی انجام مبادلات نقدی به‌دشواری صورت می‌پذیرد. از این روست که انتشار واحدهای پولی با ارقام بالاتر در اشکال گوناگون رواج می‌یابد، امّا این‌ها همه نشانه‌های ناگزیر یک بیماری ساختاری است که علاج آن محتاج توجه به عوامل بروز این بیماری و نگرشی ساختاری به پدیده تورم در اقتصاد ایران است.
به‌هرحال، طبیعی است که بخشی از تورم کنونی تورم وارداتی است. البته، در مورد آن اغراق نباید کرد، امّا نمی‌توان آن را نادیده گرفت. بنا بر اعلام بانک مرکزی یک‌درصد افزایش در شاخص بهای کالاها و خدمات وارداتی (با فرض ثبات سایر شرایط) به‌طور متوسط در حدود ۲ واحد درصد نرخ تورم (خرده‌فروشی) را افزایش می‌دهد و سهم تورم وارداتی در تورم در حدود ۳۸ درصد برآورد می‌شود. بدین ترتیب حدود ۱۵ درصد تورم ۳۹ درصدی کنونی یعنی تقریباً یک‌سوم آن تورم ناشی از افزایش هزینه‌های وارداتی است.
عوامل درون‌زای تورم به عنوان مؤثرترین جزء تورم کنونی است.
نخست، به نظر می‌رسد مهم‌ترین عامل و زمینه‌ساز تشدید تورم در سال‌های اخیر بی‌انضباطی‌های پولی و مالی بوده است.
اقتصاد ایران در شرایط کنونی ظرفیت و توانی برای توسعه دارد و در این میان نقش بودجه دولت تعیین‌کننده است. شاید به نظر رسد در شرایط کنونی هم از آثار تورمی ناشی از رشد نقدینگی آسیب می‌بینیم و هم از آثار رکودی برخاسته از سیاست‌های انقباضی. چنین شرایطی خود زمینه‌ساز بروز اعوجاج و نوسان‌های غیرعادی در بخش‌های مختلف اقتصادی و بروز پدیده فرار سرمایه و دیگر تبعات منفی می‌شود که امروز در اقتصاد ایران شاهد آن هستیم.
چنان‌که این سیاست‌ها معمولاً با سخت‌تر ساختن دسترسی به منابع بانکی و کاهش امکان دسترسی به وجوه بودجه‌ای و مانند آن و در یک‌کلام سیاست‌های انقباضی می‌تواند با تأثیرگذاری روی سطح دستمزدهای اسمی و درآمدها زمینه را برای رویگردانی از سیاست انقباضی و بازگشت دوباره به سیاست‌های انبساطی فراهم سازد.
از این رو شاهد سیکلی از چرخش سیاستی از یکی به دیگری خواهیم بود. شاید با ملاحظه آثار محدودکننده سیاست‌های بانک مرکزی نخستین راهکاری که به نظر برسد، پا پس کشیدن از این سیاست‌ها و بازگشت به سیاست‌های انبساطی باشد؛ امّا این نیز به‌نوبه خود نادرست‌ترین راهکار است که کم‌ترین پیامد آن بی‌اعتنایی کامل فعالان اقتصادی به سیاست‌های دستگاه‌های ناظر به بازارهای مالی و مالیه عمومی است.
حاصل هم این‌گونه است که هم آثار رکودی سیاست ضد تورمی و هم آثار تورمی سیاست‌های انبساطی، هر دو را با هم خواهیم داشت. هم سطح واقعی درآمدها را کاهش داده‌ایم و هم با کاهش سرمایه‌گذاری‌ها شرایط رکودی در اقتصاد را دامن زده‌ایم!
در چنین موقعیتی که رکود در بخش‌های مختلف اقتصادی چیره می‌شود و فرصت سرمایه‌گذاری و سودآوری محدود است و از طرف دیگر تورم نیز در کشور وجود دارد، شکل‌گیری امواج سوداگری مالی می‌تواند بر ابعاد تورم دامن بزند.
این پول‌های سوداگرانه روزی به بازار مسکن هجوم می‌برد، روز دیگری به بازار ارز و زمانی دیگر به بورس می‌رود. تردیدی نیست که بخش مهمی از افزایش غیرمتعارف بهای مسکن در سال گذشته ناشی از همین هجوم سوداگرانه بود.
در پایان باید اشاره کرد که دو خطر اصلی امکان ارتقای تورم کنونی به سطح «ابرتورم» را به‌طور بالقوه پدیدمی‌آورد:
1. بی‌انضباطی در سیاست‌های پولی و مالی
2. تبعات ناشی از اجرای ناقص و عجولانه طرح تحول اقتصادی و پرداخت نقدی یارانه‌ها

سخن آخر اینکه حل معضل قیمت‌های نازل انرژی، از طریق پرداخت یارانه نقدی تبعات و پیامدهای ناگواری برای اقتصاد ایران داشت که دو نوع تورم در اقتصاد پدیدآورده است.
نخست تورم مستقیم ناشی از افزایش هزینه‌ها و دوم تورم حاصل از افزایش شدید نقدینگی در میان مردم که در حقیقت ناشی از افزایش تقاضای خانوارهایی است که این پرداخت‌های معوض نقدی را دریافت کردند؛ امّا مرزهای بیکران تورم امروز همین یارانه نقدی را هم مورد هجوم قرار داده است و شرایط معیشتی مردم در همهٔ ابعاد آسیب‌پذیر شده است.

## ابرتورم‌ها چگونه به پایان می‌رسند؟
پاسخ معمول آن است که دولت‌ها مجبور می‌شوند رشد سریع حجم پول را متوقف سازند. مدافعان این دیدگاه پایان ابرتورم در آلمان را شاهدی بر ادّعای خود می‌دانند. آلمان در اواخر ۱۹۲۳ دست به اصلاحات پولی زد و واحد پول جدیدی موسوم به rentenmark را به وجود آورد. دولت این کشور متعهد شد که این واحد پول جدید را می‌توان در صورت تقاضا به اوراق بهاداری تبدیل کرد که ارزش خاصی بر حسب طلا داشته باشد. طرفداران این پاسخ معمولاً اعتقاد دارند که تضمین قابلیت تبدیل، به گونه‌ای مناسب، به عنوان تعهدی برای توقف چاپ سریع پول در نظر گرفته می‌شود.
دیدگاه دیگری که برخی از اقتصاددان‌ها به آن معتقدند این است که برای پایان ابر تورم، نه تنها به اصلاحات پولی، بلکه همچنین به تغییرات مالی نیاز است. بر اساس این دیدگاه، اصلاحی موفقیت‌آمیز است که حاوی دو تعهد باورپذیر از جانب دولت باشد. اوّلین مورد، تعهد به توقف رشد سریع اسکناس است. مورد دوم تعهد به متعادل کردن بودجهٔ دولت است. این تعهد دوم برای موفقیت اصلاحات نیاز است، زیرا انگیزه دولت برای متوسل شدن به مالیات تورمی را از میان برده یا حداقل کاهش می‌دهد. اگر دولت به متعادل نمودن بودجه متعهد شود، مردم می‌توانند باور کنند که در آیندهٔ نزدیک، رشد پول دوباره افزایش پیدا نخواهد کرد. توماس سارجنت، از مدافعان دیدگاه دوم بر این باور است که اصلاحاتی که در سال ۱۹۲۳ در آلمان انجام شد، موفقیت‌آمیز بود؛ زیرا بانک مرکزی مستقلی را به وجود آورد که می‌توانست از پولی کردن کسری دولت سر باز زند و همچنین طرح‌هایی را برای افزایش مالیات و کاهش مخارج دولت دربرداشت. دیدگاه سارجنت را می‌توان این‌گونه نیز در نظر آورد که ابرتورم‌ها زمانی به پایان می‌رسند که مردم به شکل منطقی باور کنند که نرخ رشد پول هم در حال حاضر و هم در آینده به سطوح نرمال کاهش خواهد یافت.

## پیامدهای ابرتورم

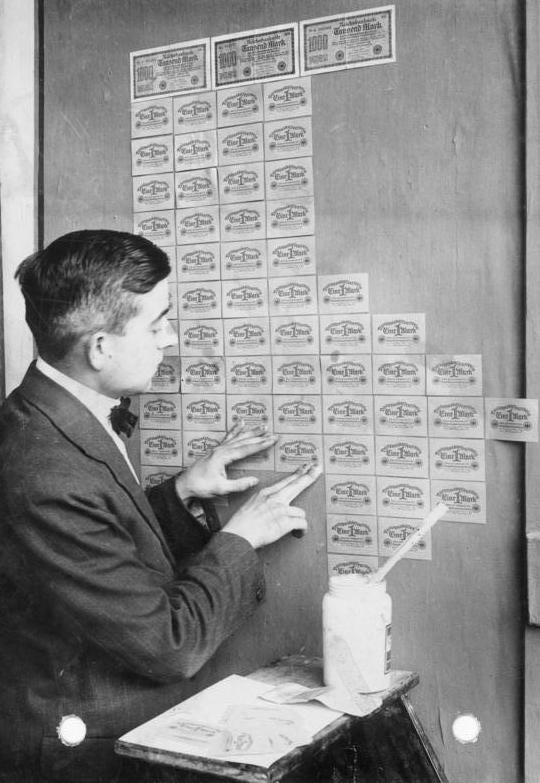
در ابرتورم جمهوری وایمار در سال ۱۹۲۳ میلادی، اسکناس‌ها آن‌قدر ارزش خود را از دست داده بودند که به عنوان کاغذ دیواری استفاده می‌شدند.

یکی از اثرات ابر تورم‌ها که عواقب جدی به دنبال دارد، تخصیص دوباره ثروت است. ابرتورم‌ها ثروت را از مردم عادی که پول نگهداری می‌کنند، به دولت که به چاپ پول می‌پردازد، انتقال می‌دهند. ابرتورم‌ها همچنان باعث می‌شوند در صورتی که قرارداد اعطای وام پیش از بدتر شدن تورم امضا شده باشد، وام‌گیرنده‌ها به بهای ضرر وام‌دهنده‌ها سود ببرند. همچنین بنگاه‌هایی که ذخایری از مواد خام و کالاهای تولید شده را نگهداری می‌کنند، به قیمت متضرر شدن عموم مردم منتفع می‌شوند. در آلمان مستأجرها به بهای ضرر صاحبان املاک سود بردند، زیرا سرعت رشد سقف اجاره‌ها معادل سرعت افزایش سطح عمومی قیمت‌ها نبود.
کنستانتینو برسچیانی تورونی بر این باور است که ابرتورم، ثروت طبقات با ثبات در آلمان را نابود کرد و دستیابی ناسیونال سوسیالیست‌ها (نازی‌ها) به قدرت را آسان‌تر کرد. ابرتورم با دور کردن مردم از مبادلات پولی و وادار کردن آن‌ها به روی آوردن به تهاتر (مبادله پایاپای) کارایی اقتصاد را کاهش می‌دهد. همان‌طور که می‌دانیم استفاده از پول برای انجام مبادله در یک اقتصاد معمولی کارایی بسیار زیادی دارد؛ امّا در خلال دوران ابرتورم افراد ترجیح می‌دهند که پرداخت به آن‌ها در قالب کالا صورت بگیرد تا بدین شکل از مالیات تورمی اجتناب ورزند. در این شرایط در صورتی که پرداخت به مردم با استفاده از پول انجام شود، آن پول را با حداکثر سرعت ممکن خرج خواهند کرد. در آلمان کارگرها دستمزد خود را دو بار در روز دریافت می‌کردند و خرید خود را در اواسط روز انجام می‌دادند تا از کاهش بیشتر ارزش درآمدهای خود جلوگیری کنند. ابرتورم، یک بازی بی‌ثمر «سیب زمینی داغ» (hot potato) است که در آن افراد برای اینکه از نگهداری اسکناس پرهیز کنند، منابع با ارزش خود را مصرف می‌کنند. ابرتورم‌ها می‌توانند به رفتاری منجر شوند که در شرایط معمول، غیرعادی تلقی خواهد شد. جرالد فلدمن در کتاب خود با عنوان «بی‌نظمی بزرگ» نقل می‌کند که در یک شرکت کوچک دستمزدهای کارکنان در یک چرخ دستی جابه‌جا می‌شد، زیرا تعداد اسکناس‌های مورد نیاز برای پرداخت دستمزد آن‌ها در طی تورم بسیار زیاد شده بود. (فلدمن، ۱۹۹۳، ص ۶۸۰) کوربیس که یک منبع عکس اینترنتی است (www.corbis.com) تصویری از یک زن آلمانی را نشان می‌دهد که اسکناس‌های خود را در اجاقش می‌سوزاند، چرا که حرارت ناشی از انجام این کار بیشتر از حالتی است که از این اسکناس‌ها برای خرید سوختی دیگر استفاده شود.

## ده مورد از شدیدترین ابرتورم‌های روی داده در تاریخ جهان
| بالاترین نرخ تورم ماهانه در تاریخ | بالاترین نرخ تورم ماهانه در تاریخ | بالاترین نرخ تورم ماهانه در تاریخ | بالاترین نرخ تورم ماهانه در تاریخ | بالاترین نرخ تورم ماهانه در تاریخ | بالاترین نرخ تورم ماهانه در تاریخ  | بالاترین نرخ تورم ماهانه در تاریخ |
| کشور                              | نام ارز                           | ماه                               | نرخ (٪)                           | نرخ معادل تورم روزانه (%)         | زمان لازم برای دو برابر شدن قیمت‌ها | بالاترین واحد پولی                |
| --------------------------------- | --------------------------------- | --------------------------------- | --------------------------------- | --------------------------------- | ---------------------------------- | --------------------------------- |
| مجارستان                          | پنگوی مجارستانی                   | ژوئیه ۱۹۴۶                        | ۴٫۱۹×۱۰۱۶                         | ۲۰۷٫۱۹                            | ۱۴٫۸۲ ساعت                         | ۱۰۰ کوئینتیلیون پی (1020)         |
| زیمبابوه                          | دلار زیمبابوه                     | نوامبر ۲۰۰۸                       | ۷٫۹۶×۱۰                           | ۹۸٫۰۱                             | ۲۴٫۳۵ ساعت                         | ۱۰۰ دلار تریلیون (1014)           |
| جمهوری فدرال یوگسلاوی             | دینار یوگسلاوی                    | ژانویه ۱۹۹۴                       | ۳٫۱۳×۱۰۸                          | ۶۴٫۶۳                             | ۱٫۳۹ روز                           | ۵۰۰ میلیارد DIN (۵×۱۰۱۱)          |
| جمهوری سربسکا                     | دینار جمهوری صربسکا               | ژانویه ۱۹۹۴                       | ۲٫۹۷×۱۰۸                          | ۶۴٫۳۵                             | ۱٫۴۰ روز                           | ۵۰ میلیارد DIN (۵×۱۰)             |
| ونزوئلا                           | بولیوار مستقل                     | ژانویه ۲۰۱۹                       | ۲٫۶۸×۱۰۶                          | ۴۰٫۴۸                             | ۲٫۰۹ روز                           | Bs.S 1 میلیون (معادل Bs. 10)      |
| جمهوری وایمار                     | پایپرمارک آلمانی                  | اکتبر ۱۹۲۳                        | ۲۹۵۰۰                             | ۲۰٫۸۹                             | ۳٫۶۵ روز                           | ۱۰۰ تریلیون ℳ 1014                |
| پادشاهی یونان                     | دراخمای یونان                     | اکتبر ۱۹۴۴                        | ۱۳۸۰۰                             | ۱۷٫۸۸                             | ۴٫۲۱ روز                           | ۱۰۰ میلیارد ₯ (1011)              |
| جمهوری چین (۱۹۴۹–۱۹۱۲)            | یوان چین                          | آوریل ۱۹۴۹                        | ۵٬۰۷۰                             | ۱۴٫۰۶                             | ۵٫۲۷ روز                           | ¥۶ میلیارد                        |
| ارمنستان                          | درام ارمنستان و روبل روسیه        | نوامبر ۱۹۹۳                       | ۴۳۸                               | ۵٫۷۷                              | ۱۲٫۳۶ روز                          | ۵۰۰۰۰ روبل                        |
| ترکمنستان                         | منات ترکمنستان                    | نوامبر ۱۹۹۳                       | ۴۲۹                               | ۵٫۷۱                              | ۱۲٫۴۸ روز                          | ۵۰۰ منات                          |

## واحدهای تورم
نرخ تورم معمولاً بر حسب درصد در سال اندازه‌گیری می‌شود. همچنین می‌توان آن را در درصد در ماه یا در زمان دو برابر شدن قیمت اندازه‌گیری کرد.